# Bond Street (metrostation)
Bond Street is een station van de metro van Londen dat werd gopend op  24 september 1900 en wordt bediend door de Central Line en Jubilee Line. 

## Geschiedenis

### Central Line
De Central London Railway kreeg op 5 augustus 1891 toestemming voor een oost-west lijn door de binnenstad met onder andere een station bij Davies Street, de aanleg begon in 1896. Het stationsgebouw op de hoek van Davies Street en Oxford Street werd, net als alle andere stations van het initiële deel van de Central London Railway, ontworpen door Harry Bell Measures. De lijn werd geopend op 30 juli 1900 maar het station bij Davies Street was pas op 24 september 1900 gereed. Het station werd bij de opening Bond Street genoemd als verwijzing naar de winkelstraat New Bond Street die iets ten oosten van het station op Oxford Street uitkomt. Zoals voor de Eerste Wereldoorlog gebruikelijk werden de reizigers tussen stationshal en perrons met liften vervoerd. In 1920 werd een samenwerking overwogen tussen London Underground en het nabijgelegen warenhuis Selfridge's. Dit project zou de herbouw van het station betekenen met een ingang in de kelder van Selfridge's boven het westeinde van de perrons. Dit plan werd begin jaren 30 herzien waarbij een kaartverkoop in de kelder van Selfridge's zou komen met een voetgangerstunnel naar de inmiddels ondergrondse stationshal. Deze projecten zijn, waarschijnlijk vanwege de bouwkosten, niet uitgevoerd. Wel uitgevoerd is de bouw van een stationshal onder de kop van Davies Street in verband met de vervanging van de liften door roltrappen. Hierbij werd de stationsgevel vervangen door een ontwerp van Charles Holden. De ondergrondse stationshal en de roltrappen werden op 8 juni 1926 in gebruik genomen.

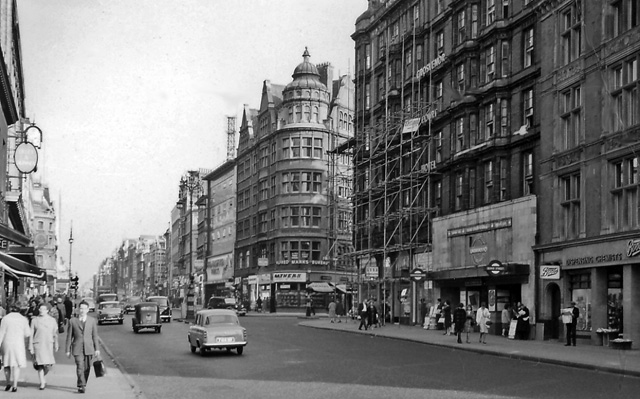
De ingang van Holden in 1961
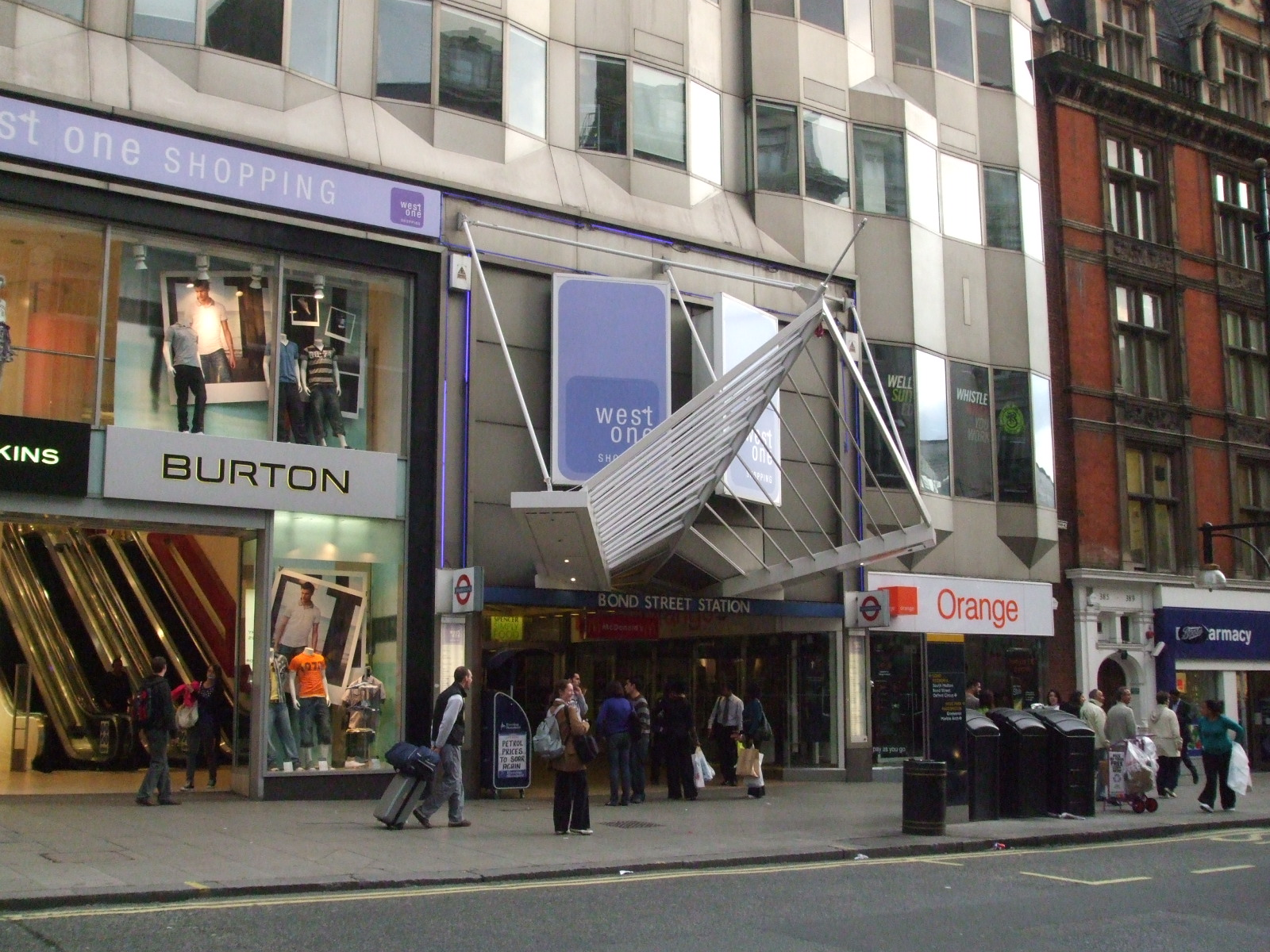
De vervangende ingang uit 1979
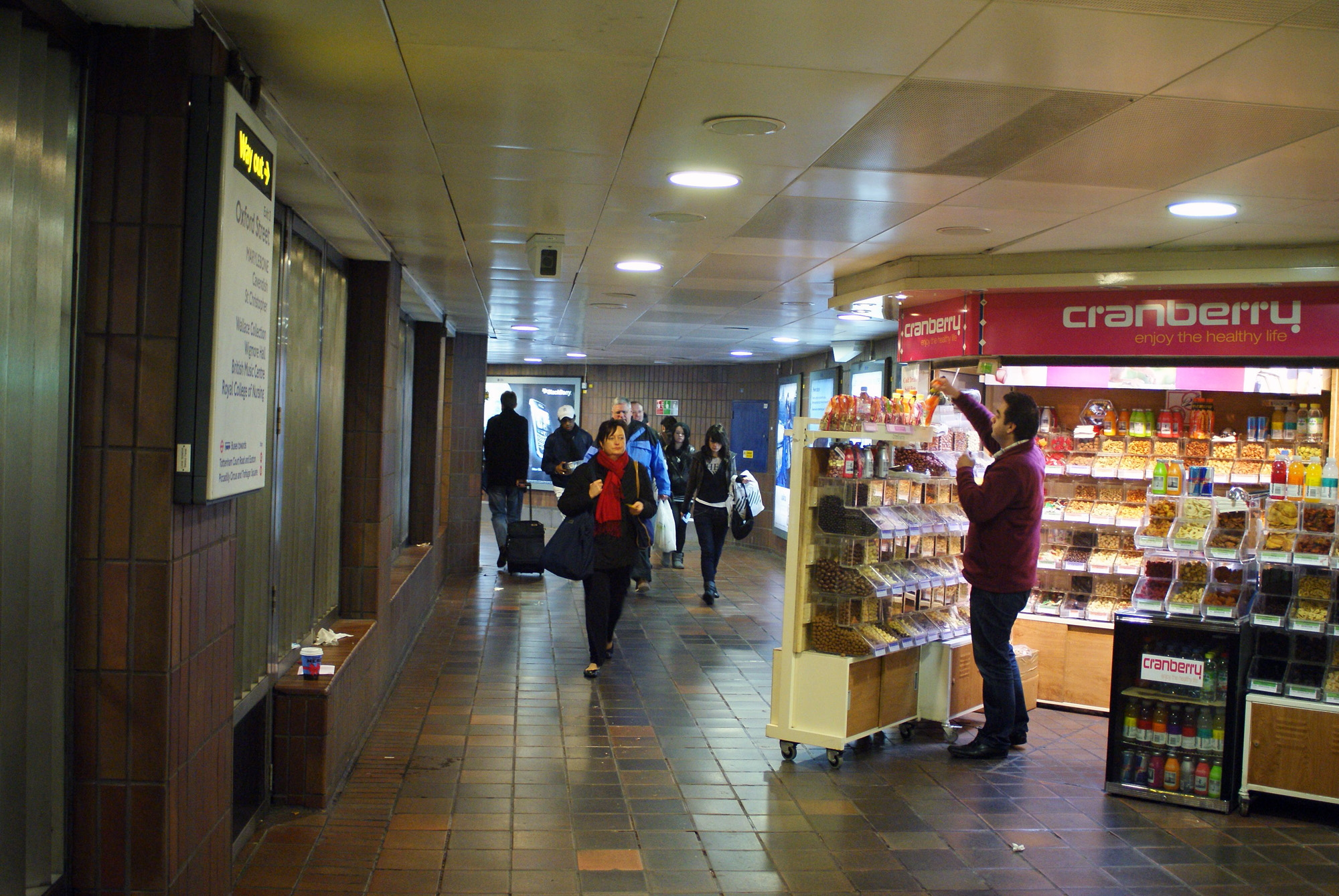
De stationshal onder Davies Street

### Jubilee Line
In aansluiting op de voltooiing van de Victoria Line werd in 1971 begonnen met de bouw van Fleet Line die Baker Street met Thamesmead zou verbinden. Het eerste deel van de lijn zou in 1977 tijdens het ambstjubileum vankoningin Elizabeth worden geopend, hetgeen aanleiding was om de nieuwe lijn Jubilee Line te noemen. In het kader van de bouw van de Jubilee Line werd de gevel van Holden gesloopt en vervangen door winkelcentrum “West One” dat via de kelder met de ondergrondse stationshal is verbonden. De bestaande perrons van de Central Line werden opgesierd met muurschilderingen en in navolging van de Victoria Line kreeg de Jubilee Line mozaïekwerk langs het perron, in dit geval van een ingepakt cadeau. De Jubilee Line werd op 1 mei 1979 geopend voor reizigersverkeer.  In 2007 werd groot onderhoud uitgevoerd waarbij de inrichting werd gemoderniseerd. Ondergronds werd langs de Central Line echter teruggegrepen op de oorspronkelijke afwerking met witte tegels, zodat de muurschilderingen weer verdwenen.

### Elizabeth Line
In juli 2008 werd de Crossrail Act 2008 van kracht die Transport for London en het ministerie van verkeer toestemming gaven voor de bouw van de oost-west spoorlijn, Elizabeth Line, onder de stad. In september 2009 leende TfL 1 miljard pond voor de bouw van de lijn die onder het West End parallel aan de Central Line loopt ongeveer 50 meter zuidelijker. De lijn heeft een profiel vrije ruimte van een spoorlijn en krijgt ook langere treinen dan de metro. De perrons bij Bond Street liggen tussen Weighhouse Street en Hanover Square in oost-west richting. Door deze toevoeging wordt het station ook onderdeel van het nationale spoorwegnet. In 2014 werden de perrons van de Central Line gesloten van april t/m juni en die van de Jubilee Line van juli t/m december in verband met de bouw van liften naar de perrons om het hele station rolstoeltoegankelijk te maken. 
Als voorbereiding op de Elizabeth Line werd een extra toegang aan de noordkant van Oxford Street in Marylebone Lane gebouwd. Deze  £ 300 miljoen kostende bouwwerken betekenden dat de verwerkingscapaciteit van het station met 30% werd verhoogd. Daarnaast zijn zowel aan de oostzijde als aan de westzijde van de perrons eigen ingangen voor de Elizabeth Line gebouwd onder leiding van de ingenieurs en architecten Abbey Pynford, John McAslan en Lifschutz Davidson Sandilands. Ondergronds is een inpandige overstap tussen de Elizabeth Line en de metrolijnen mogelijk. De opening van de Elizabeth Line stond gepland voor december 2018 maar werd uitgesteld tot het voorjaar van 2021, deze termijn werd evenmin gehaald en de opening werd een jaar uitgesteld. De perrons bij Bond Street werden, in verband met bouwtechnische tegenslagen, niet samen met de lijn op 17 mei 2022 noch op 24 mei 2022, toen de reizigersdienst van start ging, maar pas op 24 oktober 2022 geopend voor het publiek.

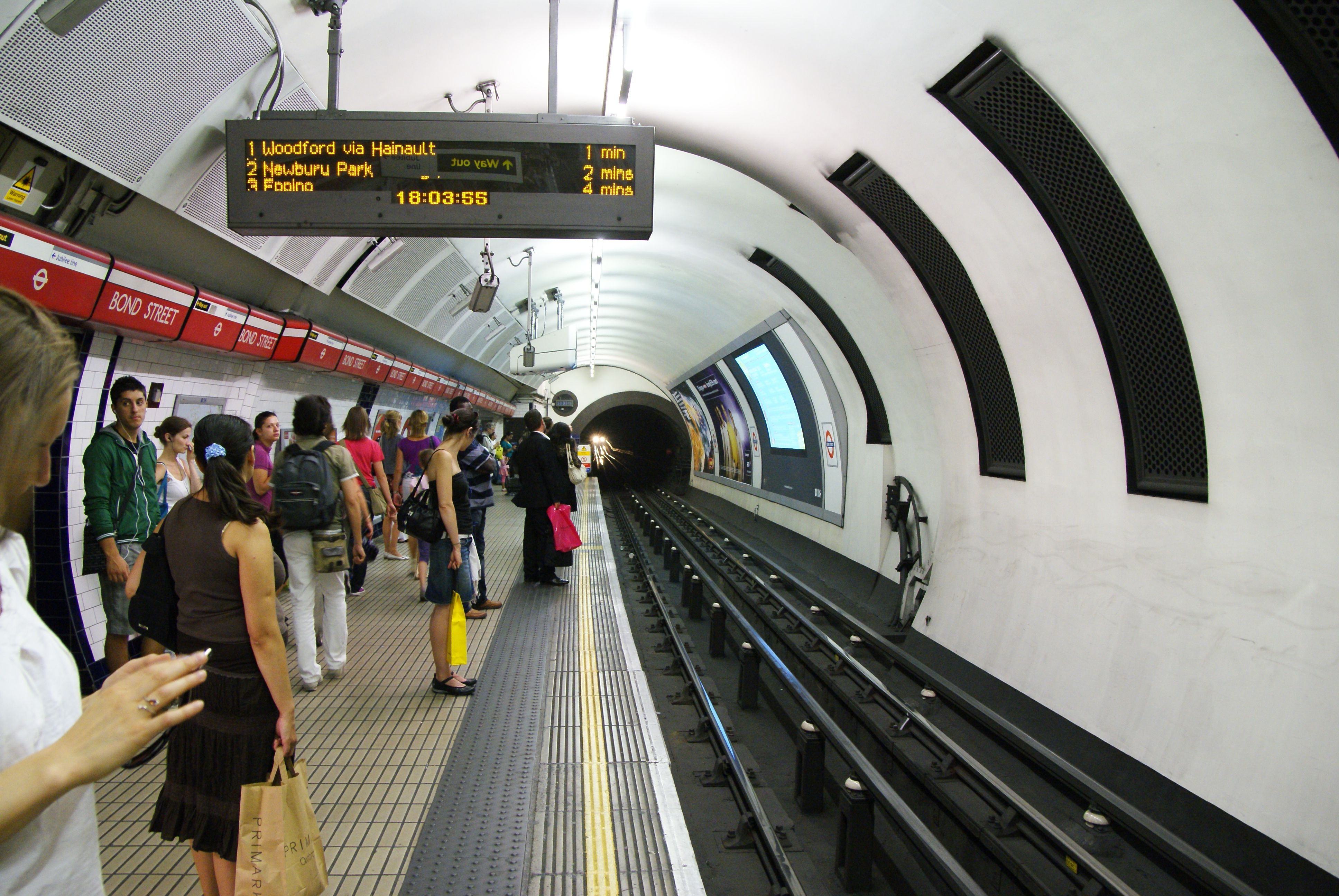
Het noordelijke perron van de Central Line in 2010
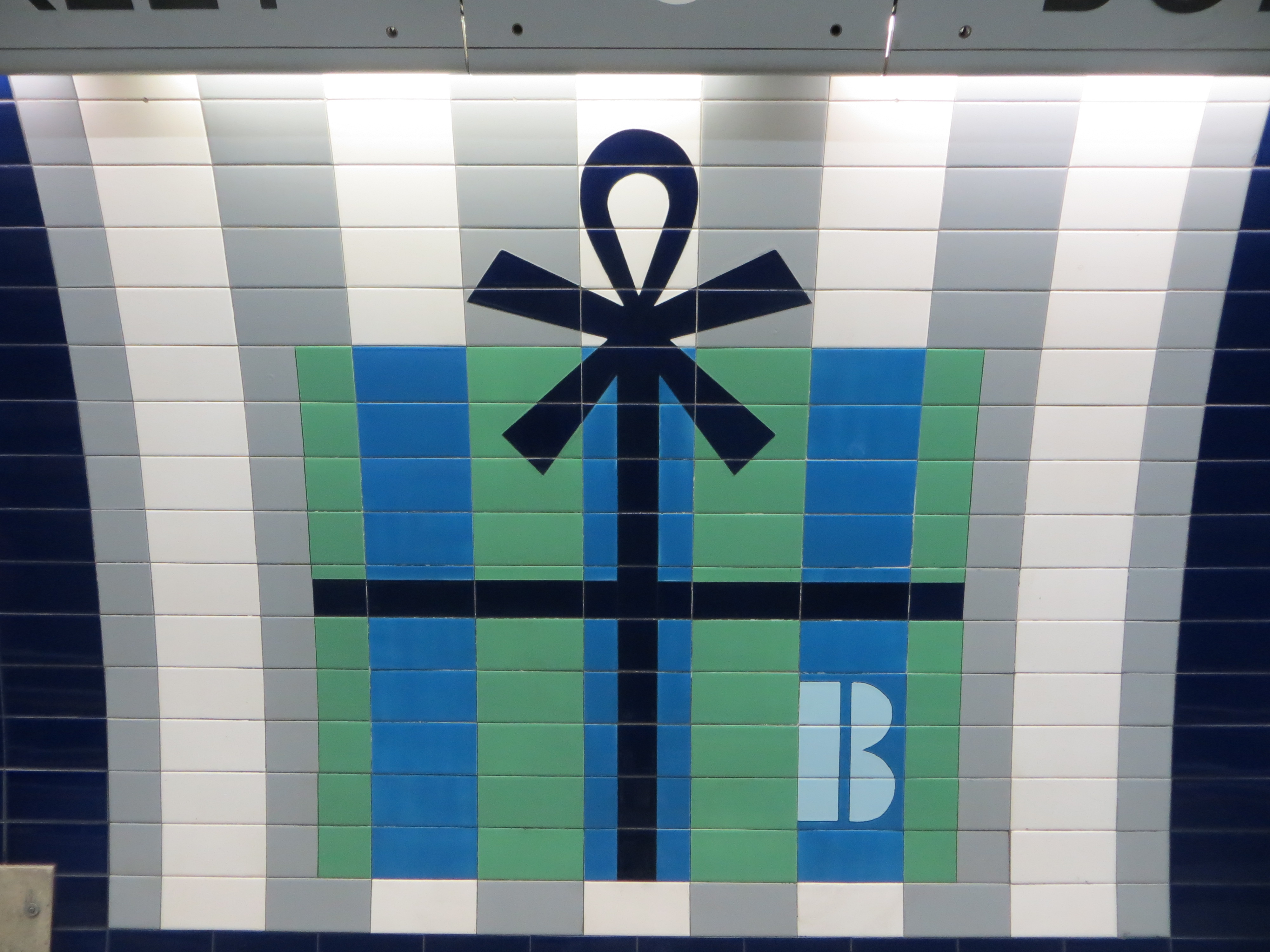
Een cadeau langs de Jubilee Line
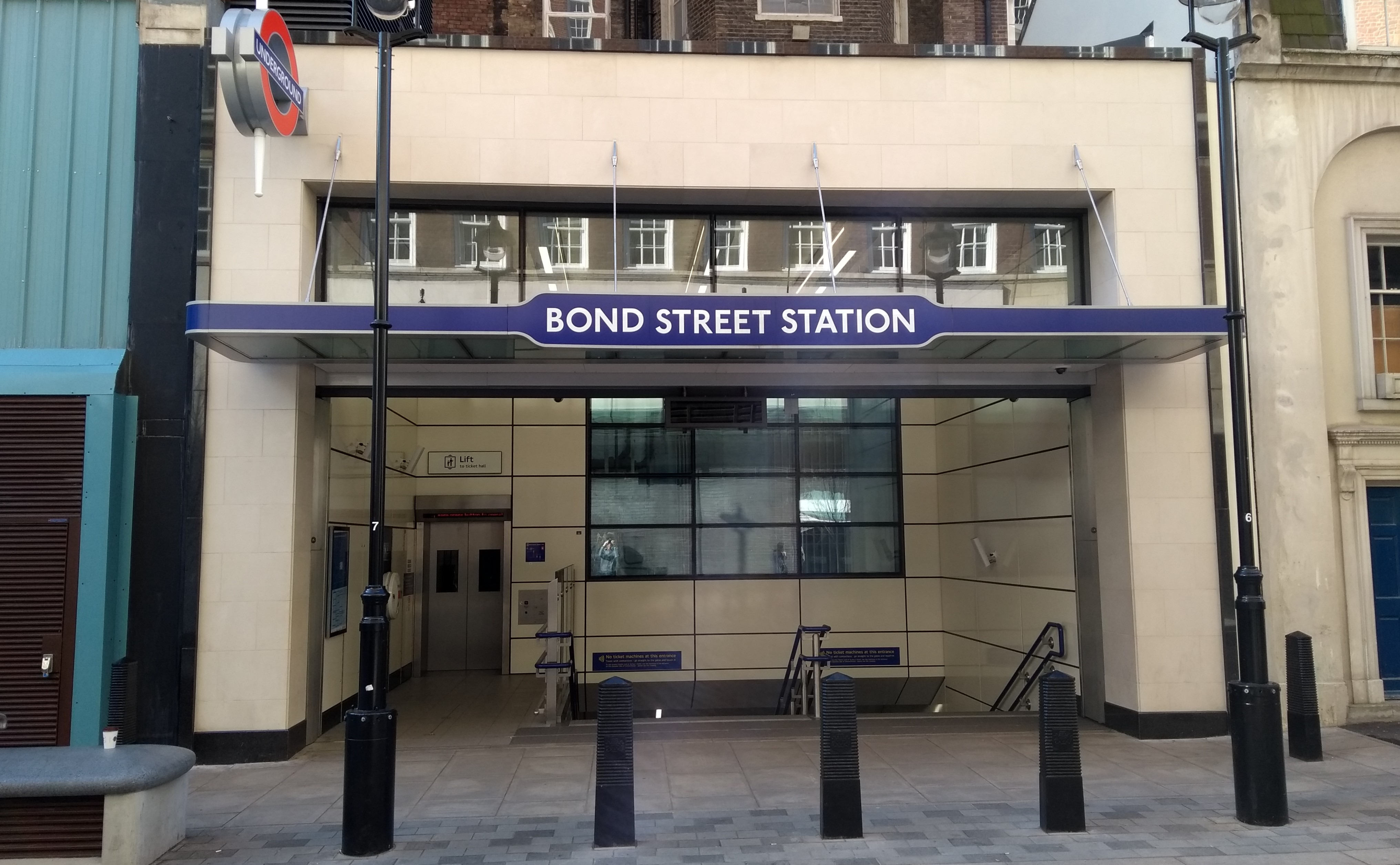
De ingang aan Marylebone Lane

## Trivia
Het zuidelijke perron van de Central Line stond op de hoes van de popmuziek single " Down in the Tube Station at Midnight " van The Jam uit 1978.
In de buurt van het station liggen de bezienswaardigheden:
- Bond Street
- Claridge's Hotel
- Handel House Museum , Brook Street
- Wallace-collectie , Manchester Square
- Wigmore Hall , Wigmore Street

Stanmore ·
Canons Park ·
Queensbury ·
Kingsbury ·
Wembley Park ·
Neasden ·
Dollis Hill ·
Willesden Green ·
Kilburn ·
West Hampstead ·
Finchley Road ·
Swiss Cottage ·
St. John's Wood ·
Baker Street ·
Bond Street ·
Green Park ·
Westminster ·
Waterloo ·
Southwark ·
London Bridge ·
Bermondsey ·
Canada Water ·
Canary Wharf ·
North Greenwich ·
Canning Town ·
West Ham ·
Stratford